# Novostepove
Novostepove (en (ucraïnès): Новостепове, en rus: Новостепное, Novostepnoie) és un poble de la República Autònoma de Crimea, a Ucraïna, que el 2014 tenia 1.523 habitants. Pertany al districte rural de Djankoi. Fins al 1945 la vila es deia Novo-Djankoi.